# Nuevo Tecomulapa
Nuevo Tecomulapa är en ort i Mexiko.   Den ligger i kommunen San Marcos och delstaten Guerrero, i den södra delen av landet, 300 km söder om huvudstaden Mexico City. Nuevo Tecomulapa ligger 27 meter över havet och antalet invånare är 350.
Terrängen runt Nuevo Tecomulapa är platt åt sydost, men åt nordväst är den kuperad. Runt Nuevo Tecomulapa är det ganska glesbefolkat, med 34 invånare per kvadratkilometer. Närmaste större samhälle är Las Vigas, 6,5 km nordost om Nuevo Tecomulapa. Omgivningarna runt Nuevo Tecomulapa är en mosaik av jordbruksmark och naturlig växtlighet.